# Pamphili

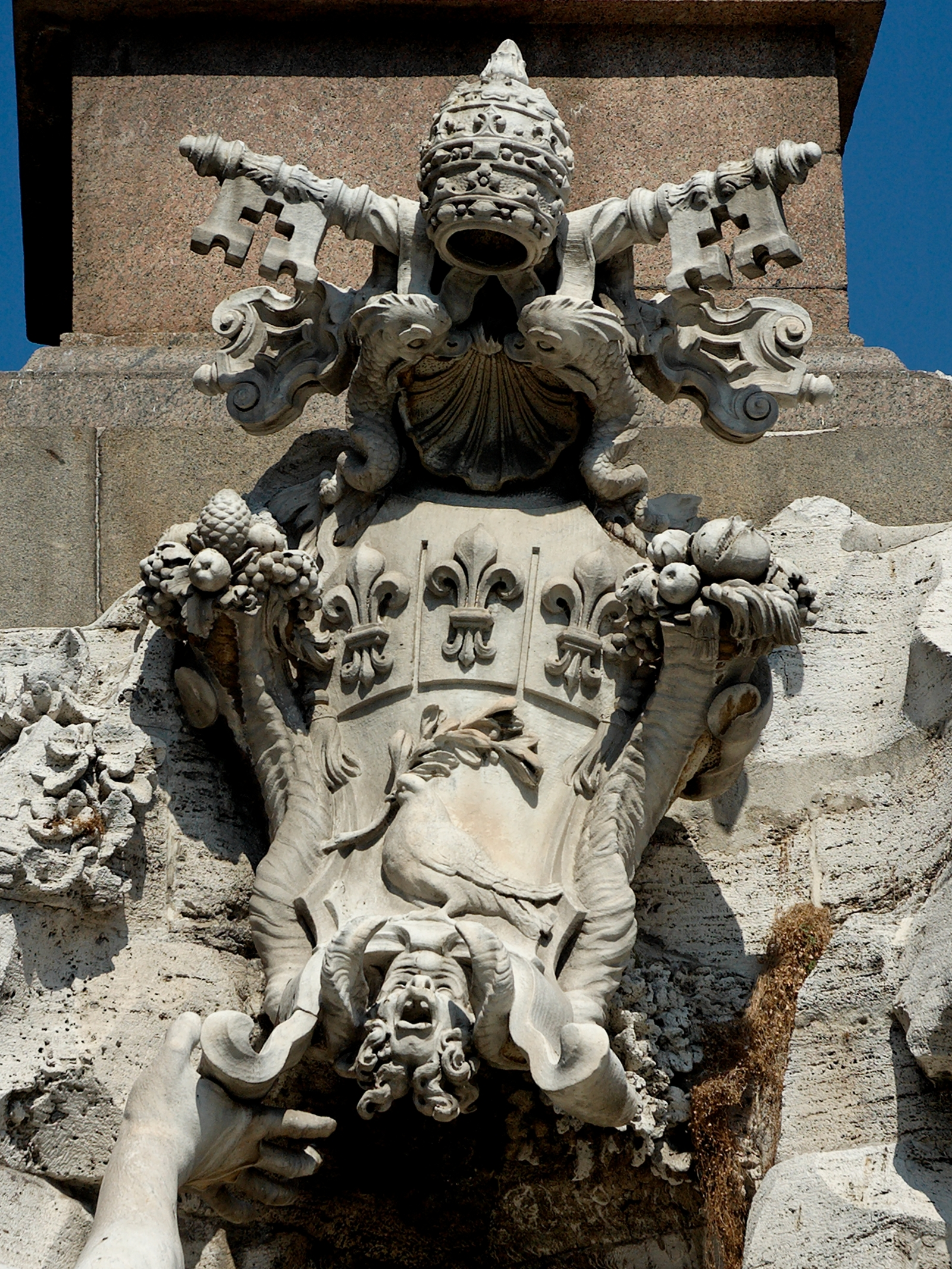
Lo stemma di papa Innocenzo X Pamphili, con gli animali araldici (i delfini) della sua casata, scolpito sulla Fontana dei Quattro Fiumi di Gianlorenzo Bernini in Piazza Navona a Roma

I Pamphili furono una famiglia nobile di Roma di origine umbra, strettamente intrecciata nella politica pontificia del XVI e XVII secolo.

## Storia

### Origini
La famiglia è originaria di Gubbio. Le sue radici si fanno risalire ad un certo Amanzio vissuto nel IX secolo e sceso in Italia al seguito di Carlo Magno.

### XV secolo
Nel 1461 si trasferirono a Roma con Jacopo e Francesco, i quali divennero ben presto tanto ricchi e potenti da ottenere il titolo di Conti del Sacro Romano Impero dall'imperatore Federico III d'Asburgo.
Nel 1470 Antonio Pamphili acquistò una casa a piazza Pasquino e fece sposare il figlio Angelo Benedetto con Emilia Mellini, che gli portò in dote alcune case adiacenti che formarono il primo nucleo di Palazzo Pamphilj. In questo periodo, grazie all'amicizia col pontefice Sisto IV, ebbero vari incarichi di fiducia. Il figlio di Angelo Benedetto, Pamphilio, sposò Orazia Mattei, dalla quale ebbe Girolamo Pamphili (1545-1610) che sarà cardinale vicario di Roma, incrementando il prestigio della nobile famiglia.

### XVII secolo

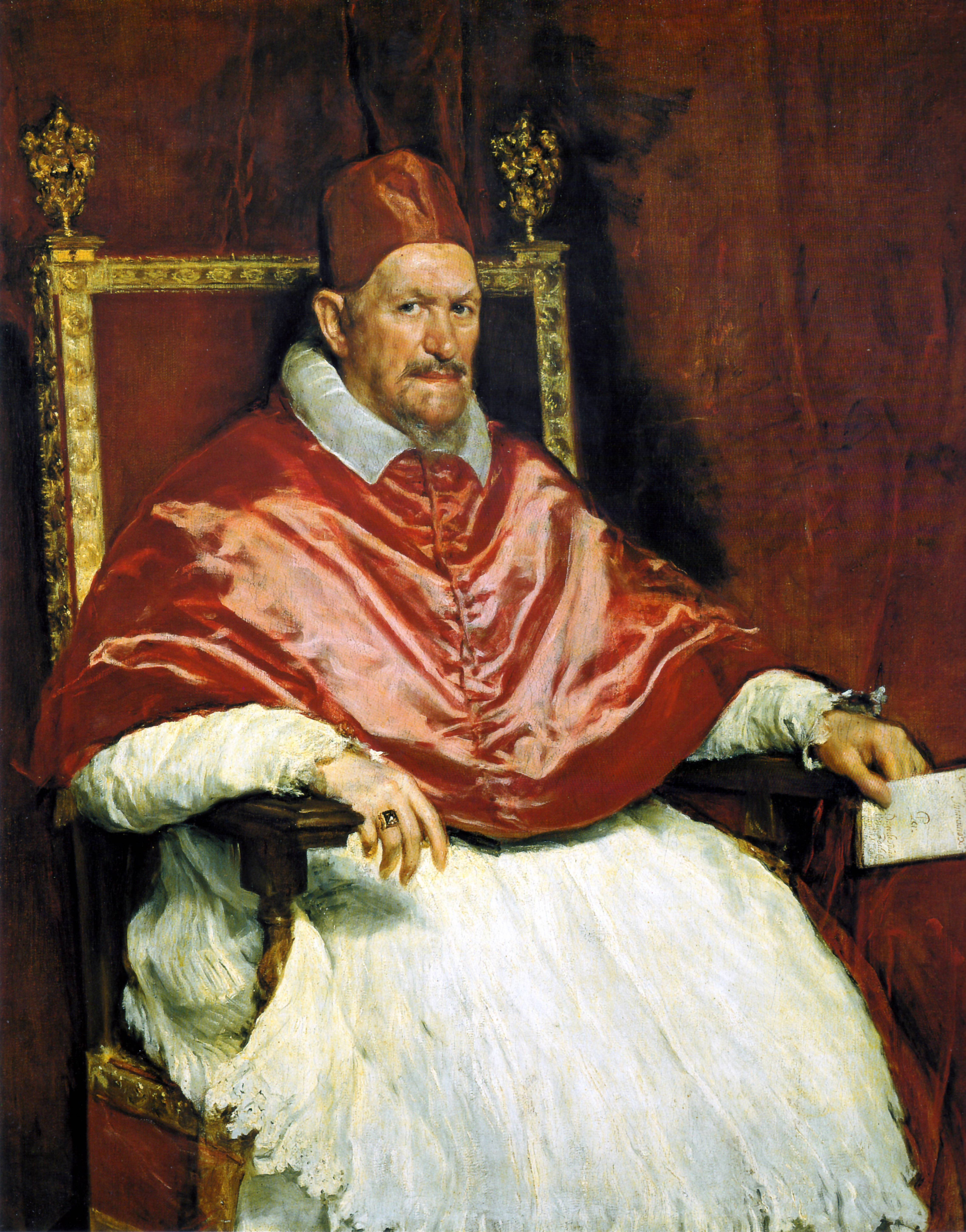
Ritratto di Innocenzo X di Diego Velázquez, 1650, Galleria Doria Pamphilj, Roma

Successivamente una serie di matrimoni, con i Mellini e i del Bufalo, ne accrebbe il prestigio, tanto che i Pamphili innalzarono sul frontone della loro casa il blasone: una colomba con un ramo d'ulivo nel becco, sormontata da tre gigli d'oro. La definitiva affermazione della famiglia avvenne nel 1644, quando Giovanni Battista Pamphili fu eletto papa con il nome di Innocenzo X (1644-1655). Questo papa, descritto quale asciutto e collerico, si comportò da gran mecenate, proteggendo grandi uomini di cultura e artisti del suo tempo, come Athanasius Kircher, Gian Lorenzo Bernini, Francesco Borromini, Pietro da Cortona, che per lui eseguirono numerose opere.
Sotto il suo pontificato la famiglia realizzò a Roma una propria villa (oggi Doria Pamphilj) e acquisì particolare prestigio la cognata del papa, Olimpia Maidalchini, nota al popolo come Donna Olimpia, che ebbe tra l'altro il merito di far riammettere nella corte pontificia Gian Lorenzo Bernini, caduto precedentemente in disgrazia per l'abortito progetto di elevare due campanili davanti alla facciata della basilica di San Pietro. Nel rispetto della tradizione nepotistica dell'epoca, il Papa creò cardinale il nipote Camillo Francesco Maria Pamphili, che tre anni dopo, il 21 gennaio 1647, rinunciò alla porpora per sposare il 10 febbraio dello stesso anno Olimpia Aldobrandini, principessa di Rossano, vedova del Principe Borghese ed unica erede degli Aldobrandini. La coppia ebbe cinque figli fra cui Benedetto (1653-1730), che sarà a sua volta eletto cardinale, come il padre, nel 1681 sotto il pontificato di Innocenzo XI.

### XVIII secolo
I Pamphili furono eredi della famiglia bolognese Facchinetti, e perciò ottennero la dignità di senatori di Bologna nel 1685; occuparono fino al 1747 il seggio XXVI, e dal 1751 al 1760 il seggio XI. La linea maschile della famiglia si estinse nel 1760 con la morte di Girolamo Pamphili, IV principe di San Martino al Cimino e Valmontone. Nel 1763 Clemente XIII concesse al principe Giovanni Andrea IV Doria Landi (1705 – 1764) il cognome, le insegne e i beni della famiglia Pamphili, grazie alla parentela acquisita dal matrimonio tra Giovanni Andrea III Doria (1653 – 1737) e Anna Pamphili.

### XX secolo

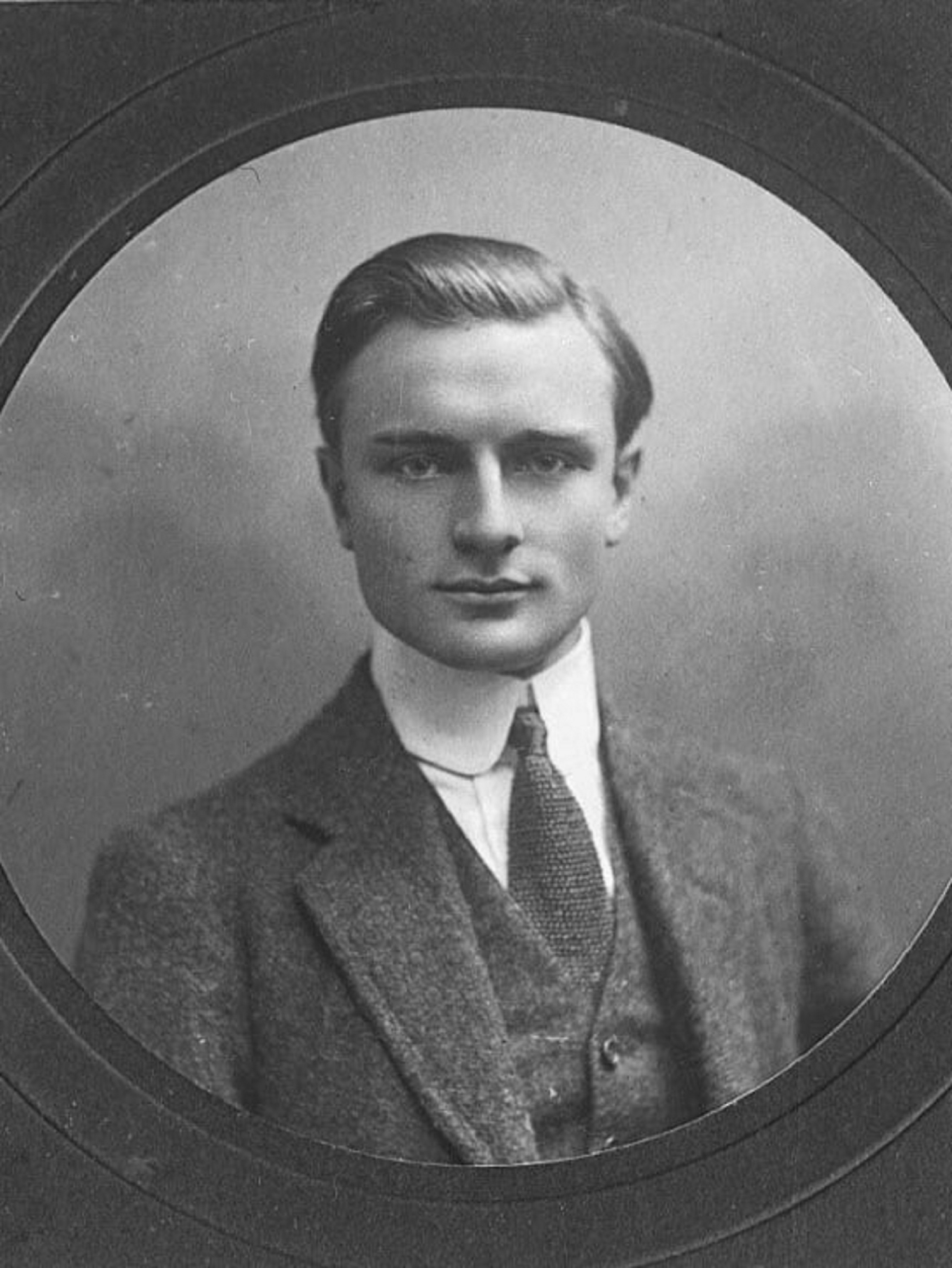
Il principe Filippo Andrea VI Doria Pamphili in una fotografia d'epoca

Da questo momento la famiglia si chiamò Doria Landi Pamphili. Ultimo personaggio di spicco della casata dei Doria Pamphili fu Filippo Andrea VI Doria Pamphili, eletto primo sindaco di Roma, dopo la liberazione dell'Italia durante la seconda guerra mondiale .

## Stemma

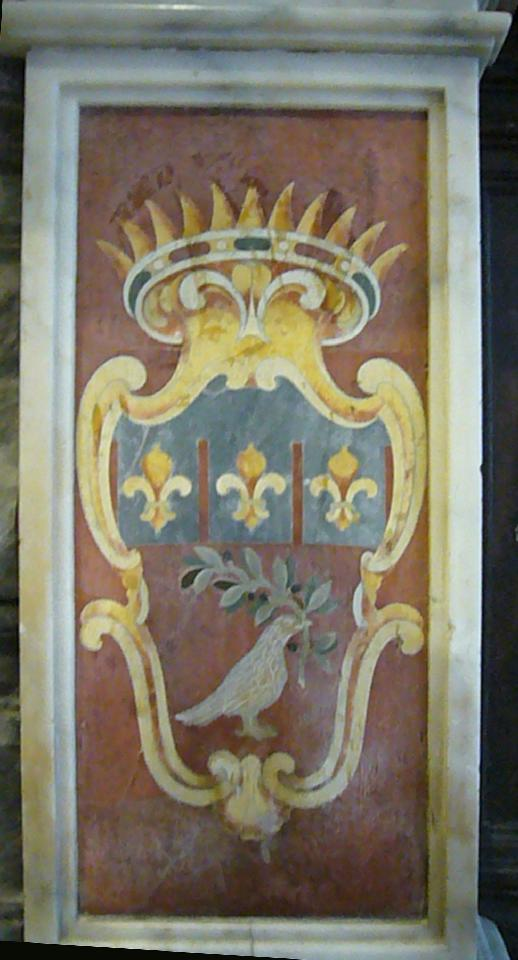
Armi di Casa Pamphili nella Basilica di Santa Maria in Via Lata a Roma

Di rosso, ad una colomba d'argento, tenente nel becco un ramoscello d'ulivo di verde; col capo d'azzurro, caricato di due pali di rosso alternati con tre gigli d'oro.

## Personaggi illustri

### Papi
- Innocenzo X (1644-1655)

### Cardinali
- Girolamo Pamphili (1604)
- Giovanni Battista Pamphili (1629) poi papa Innocenzo X
- Camillo Francesco Maria Pamphili (1644)
- Benedetto Pamphilj (1681)

### Principi di San Martino al Cimino e Valmontone
- Camillo Francesco Maria (1622-1666), I principe di San Martino al Cimino e Valmontone
- Giovanni Battista (1648-1709), II principe di San Martino al Cimino e Valmontone
- Camillo Filippo (1675-1747), III principe di San Martino al Cimino e Valmontone
- Girolamo (1678-1760), IV principe di San Martino al Cimino e Valmontone
  - Benedetto (1709-1756), erede, premorto al padre

Linea estinta, passaggio dei titoli e del cognome ai Doria Landi che divennero pertanto Doria Landi Pamphili